# Johann Heinrich Breul
Johann Heinrich August Breul auch Heinrich August Breul, Breull, Breil, Breuel oder Breyl (* 30. August 1734 in Henneberg/Thüringen; † 5. August 1783 in Erlangen) war ein deutscher Komponist, Geiger, Organist und Musikdirektor.

## Leben und Wirken
Johann Heinrich August Breul war der Sohn des Kapellmeisters, Musikers und Lehrers Johann Michael Breul (1706–1772). Nach dem Abschluss des Gymnasiums in Bayreuth studierte er ab 1753 Theologie in Erlangen. Im Jahre 1762 wurde er als Geiger Mitglied der Bayreuther Hofkapelle, die 1769 nach dem Zusammenschluss der Fürstentümer Brandenburg-Bayreuth und Ansbach mit dem Hof nach Ansbach umsiedelte. Aufgrund seiner besonderen musikalischen Virtuosität wurde er im Juni 1774 auf Veranlassung des Markgrafen Karl-Alexander von Brandenburg-Ansbach-Bayreuth zusätzlich zu seiner Tätigkeit in der Hofkapelle zum Stadtorganisten in Erlangen (Neustädter Kirche) als Nachfolger von Johann Balthasar Kehl ernannt. 
In Erlangen initiierte und leitete er außerdem als Musikdirektor die ersten Abonnementskonzerte der Stadt, die sogenannten Freitags- oder Winterkonzerte. Anlässlich dessen gründete er 1776 das Collegium musicum, ein Studentenorchester, in welchem etwas später auch Erlanger Bürger mitwirkten. Er gilt außerdem als bedeutender Vertreter der sogenannten Fränkischen Liederschule, die sich vor allem in der Zeit zwischen 1770 und 1885 in dieser Region großer Beliebtheit erfreute. Als Musikdirektor gehörte auch das Komponieren für die verschiedensten Anlässe zu seinen Aufgaben, allerdings sind nur noch wenige seiner Werke erhalten.

## Werke
Folgende Werke sind noch erhalten:
- Sonate B-Dur für Violine, Violoncello und Cembalo[5]
- Rondo für Klavier A-Dur op. 24[6]